# Xilanase
As xilanases são uma classe de enzimas que degradam o polissacarídeo linear beta-1,4-xilano em xilose, decompondo assim a hemicelulose, um dos principais componentes das paredes celulares das plantas.
Como tal, desempenham um papel importante em micro-organismos que se desenvolvem em plantas (os mamíferos, por seu lado, não produzem xilanase). Adicionalmente , as xilanases estão presentes em fungos, que as usam na degradação de matéria vegetal em nutrientes utilizáveis.
As aplicações comerciais das xilanases incluem: branqueamento da pasta de papel sem uso de cloro prévio ao fabrico do papel, ao aumento da digestibilidade de ensilagem para alimentação de animais, melhorante na panificação e na produção de bebidas alcoólicas e álcool.
No futuro, a xilanase pode vir a ser usada na produção de biocombustível a partir de resíduos de origem vegetal.
A produção actual de xilanases é cada vez mais conseguida usando organismos geneticamente modificados, sobretudo culturas de fungos (Aspergillus e Trichoderma), mas também algumas bactérias do género Bacillus.